# Gluteus minimus (Fossil)
Gluteus minimus ist ein Fossil aus dem oberen Devon, welches in Iowa gefunden wurde. Die Überreste wurden zuerst im Jahre 1902 gefunden, aber erst 1975 untersucht und beschrieben. Jedes der Fossilien besteht aus einer zweischenkeligen Linse, die bis zu 11 mm × 8 mm groß ist. Praktisch alle Fossilien besitzen dieselbe geringfügige Asymmetrie. Von oben betrachtet weist das Fossil einen Einschnitt auf; die Oberseite besitzt raue Wachstumsringe, die Unterseite ist glatt, weist aber eine oder zwei Furchen auf.

## Funde und Sammlungen
Die ersten Funde stammen von Stuart Weller, der 1902 bei Maple Hill am English River, Washington County, Iowa Fossilien suchte. Die dortigen Schichten des oberen Devons sind reich an Conodonten, Sporokarpen, Gastropoden, Armfüßern, Bivalven und Skolekodonten (Kiefer von segmentierten Würmern).
In einem ähnlichen Zeitraum war auch Charles Rochester Eastman in Iowa unterwegs und sammelte in den Kinderhook Beds in Burlington, Des Moines County ebenfalls dieselben Fossilien. Dreißig Jahre später fand schließlich C. H. Belanski Exemplare in der Lime-Creek-Formation in Floyd County, Iowa.
Die Sammlungen enthalten seither mehrere Tausend Exemplare.

## Beschreibung und Klassifikation
Gluteus minimus wurde 1975 in der Zeitschrift Science durch Richard Arnold Davis und Holmes A. Semken Jr. formell beschrieben; sie forschten an den Universitäten von Cincinnati respektive Iowa. Grundlage ihrer Arbeit waren mehr als 3200 Exemplare, die sich größtenteils im Besitz der beiden Universitäten befinden. Mitarbeiter der Universitäten nannten diese Fundstücke informell horse collars (deutsch: Pferdekragen, Kumt).
Die Einordnung der Fossilien war schon seit Anbeginn rätselhaft. Wellers Funde von 1902 tragen die Beschriftung fish remains? (deutsch: Fisch-Überreste?). Bei den Funden aus Burlington vermutete man cone scales? (cone: Kegel, scale: Schuppe, Schale), und Belanski schließlich ordnete sie als apparently dermal ossifications of some fish (deutsch: scheinbar verknöcherte Haut eines Fisches) ein.
Gluteus minimus wurde seither als Fischzahn oder als Armfüßer interpretiert. Die Fossilien konnten aber bislang nicht mit Sicherheit in irgendeinen Stamm eingeordnet werden und gelten somit als incertae sedis.